# Firelight (1997)
Firelight (bra: A Luz do Fogo) é um filme britano-estadunidense de 1997 escrito e dirigido por William Nicholson e estrelado por Sophie Marceau e Stephen Dillane. Filmado em locações em Firle, Inglaterra e Calvados, França,[carece de fontes?] o filme foi lançado no Festival de Cinema de Deauville em 14 de setembro de 1997. Firelight foi a primeira experiência de Nicholson como cineasta.[carece de fontes?]

## Sinopse
Escrito por William Nicholson, o filme é sobre uma mulher que concorda em ter o filho de um proprietário de terras inglês anônimo em troca de pagamento para saldar as dívidas de seu pai. Quando o bebê nasce, a mulher faz o parto conforme combinado. Sete anos depois, a mulher é contratada como governanta de uma garota em uma propriedade remota de Sussex, cujo pai é o fazendeiro.

## Elenco
- Sophie Marceau como Elisabeth Laurier.
- Stephen Dillane como Charles Godwin.
- Dominique Belcourt como Louisa Godwin.
- Kevin Anderson como John Taylor.
- Lia Williams como Constance.
- Joss Ackland como Lord Clare.
- Sally Dexter como Molly Holland.
- Emma Amos como Ellen.
- Wolf Kahler como Sussman.
- Annabel Giles como Amy Godwin.
- Valerie Minifie como Hannah.
- John Hodgkinson como Carlo.[carece de fontes?]